# Basquetebol da Sociedade Esportiva Palmeiras
O Basquetebol da Sociedade Esportiva Palmeiras é o departamento de basquetebol do clube poliesportivo brasileiro de mesmo nome, sediado na cidade de São Paulo, em São Paulo. Ele é mais conhecido como Palmeiras Basquete ou simplesmente Palmeiras.

## Basquete masculino

### História
O departamento de basquete do clube foi fundado em 1923. O Palmeiras, quando ainda chamado Palestra Itália, foi campeão do primeiro campeonato estadual realizado pela Federação Paulista de Basketball (entidade a qual foi um dos membros fundadores em 1924), em 1932. Em 1934, a equipe adulta masculina do Palmeiras representou o Brasil no Campeonato Sul-Americano de seleções, disputado em Buenos Aires, na Argentina, no qual obteve o terceiro lugar. No ano seguinte, em 1935, o Verdão repetiu o feito e novamente representou a seleção no Sul-Americano, desta vez realizado no Rio de Janeiro. Depois disso, conquistou o Campeonato Paulista mais sete vezes, totalizando oito títulos. O Palmeiras também venceu por doze vezes o Paulista da Capital. Tanto no Campeonato Estadual, quanto no da Capital, o Alviverde é o terceiro clube que mais venceu os torneios.
Nacionalmente, começou a ganhar uma projeção maior após o vice-campeonato da Taça Brasil de 1975. Em 1977, o Palmeiras venceu o único título de Campeonato Brasileiro que possui. Sob o comando de Cláudio Mortari e contando com jogadores como Ubiratan, Carioquinha e Oscar Schmidt, o Verdão conquistou a Taça Brasil ao derrotar o Flamengo na final por 66 a 62. Ainda no mesmo ano, ficou com o segundo lugar do Sul-Americano de Clubes Campeões, realizado na Argentina. No ano seguinte, voltou à decisão da Taça Brasil, mas foi derrotado pelo Sírio por 110 a 85.
Os anos seguintes foram de idas e vindas da equipe adulta nos principais campeonatos. Em 2009, fez uma parceria com o Araraquara que durou até 2010. Após a separação, disputou o Paulista de 2010. No ano seguinte, jogou e foi campeão da Série A-2 do Campeonato Paulista. Retornou ao cenário nacional disputando o Novo Basquete Brasil da temporada 2012-2013. Para chegar a tal feito, conquistou a Copa Brasil Sudeste de 2012, após bater de virada o XV de Piracicaba, na série decisiva, por 2 a 1. O título classificou o Alviverde para a Supercopa Brasil de Basquete 2012, onde perdeu a decisão para o Mogi das Cruzes por 102 a 87, porém a segunda colocação garantiu o Palmeiras no NBB.
Integrando pela primeira vez o NBB, o clube alviverde apostou em sua primeira temporada de retorno à elite do basquete brasileiro na mescla entre jovens jogadores formados no clube e alguns experientes, três deles norte-americanos. Para o comando da equipe, foi contratado o técnico espanhol Arturo Álvarez.
Na temporada 2012-2013 do NBB, o Palmeiras terminou em 13.º lugar, a uma posição de entrar nos playoffs, tendo uma campanha de 12 vitórias em 34 jogos, com destaque para a sequência de nove vitórias seguidas jogando em casa no segundo turno.
A participação palmeirense no NBB durou apenas três edições, quando desistiu de disputar a temporada de 2015-16. A partir de então, só disputa campeonatos de base, obtendo em sua maioria grandes resultados e revelando grandes talentos para o basquete brasileiro.

### Títulos
| Nacionais                 | Nacionais | Nacionais                                                              |
| Competição                | Títulos   | Temporada                                                              |
| ------------------------- | --------- | ---------------------------------------------------------------------- |
| Campeonato Brasileiro     | 1         | 1977                                                                   |
| Estaduais                 |           |                                                                        |
| Competição                | Títulos   | Temporada                                                              |
| Campeonato Paulista       | 8         | 1932, 1933, 1934, 1958, 1961, 1963, 1972 e 1974                        |
| Campeonato Paulista - A-2 | 1         | 2011                                                                   |
| Campeonato Paulistano     | 12        | 1928, 1929, 1931, 1932, 1933, 1934, 1935, 1958, 1972, 1974, 1975, 1976 |

#### Outros torneios
- Torneio de Preparação do Campeonato da Grande São Paulo - FPB: 10 vezes (1943, 1958, 1960, 1963, 1964, 1968, 1972, 1973, 1976 e 1977).
- Torneio Início do Campeonato Paulista: 5 vezes (1930, 1931, 1933, 1934 e 1935).
- Torneio Rio-São Paulo: 3 vezes (1933, 1958 e 1962).
- Torneio Início de Aspirantes da Capital: 2 vezes (1937 e 1964).
- Campeonato Paulista de Aspirantes da Capital: 2 vezes (1937 e 1966).
- Torneio Rodrigo Soares Lisboa: 2 vezes (1964 e 1965).
- Campeonato Popular de Basquete da Gazeta Esportiva: 1935.
- Torneio Jubileu de Prata de Londrina: 1958.
- Campeonato Paulista de Debutantes da Grande São Paulo: 1960.
- Torneio Eficiência Delfino Facchina: 1960.
- Torneio Internacional Argentina-Uruguai: 1966.
- Torneio Afonso Paulino: 1967.
- Quadrangular Interestadual Tênis Clube de Campinas: 1969.
- Taça São Paulo de Basketball: 1970.
- Copa Interamericana de Basquete: 1974.
- Torneio Internacional de Buenos Aires: 1974.
- Torneio de Aniversário da FPB: 1976.
- Copa Brasil Sudeste: 2012.
- Campeonato Paulista - Série Prata: 2012.

### Campanhas de destaque
- Vice-campeão do Campeonato Sul-Americano de Clubes Campeões: 1977.
- Vice-campeão do Campeonato Brasileiro: 2 vezes (1975 e 1978).
- Vice-campeão do Campeonato Paulista: 5 vezes (1960, 1962, 1965, 1975 e 1976).
- Vice-campeão do Torneio Novo Milênio: 2001.

### Últimas temporadas
- *Em parceria com o Araraquara.

Legenda:
| Campeão Vice-campeão | Classificado à Liga das Américas Classificado à Liga Sul-Americana | Rebaixado à divisão inferior. Promovido à divisão superior. |

- NBB = Novo Basquete Brasil
- SCB = Supercopa Brasil de Basquete

### Jogadores e treinadores históricos

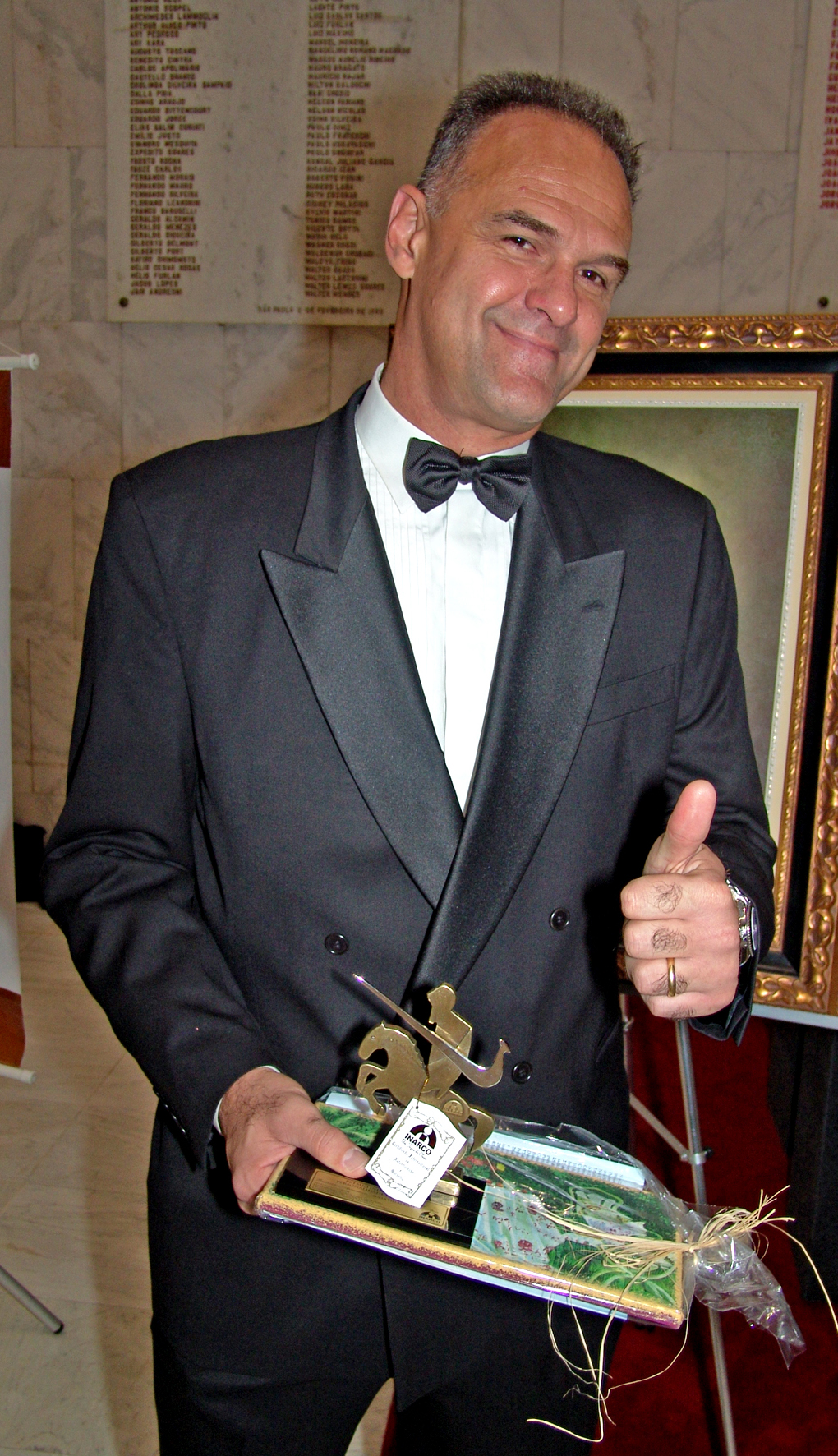
O Palmeiras foi o primeiro clube de Oscar Schmidt

A seguir, alguns jogadores e treinadores que passaram pelo clube e tiveram contribuição importante na história do basquete palmeirense:
- Alvaro Maciel Filho
- Cadum
- Carioquinha
- Carlos Alberto González
- Chuí
- Cláudio Mortari (jogador e técnico)
- Edson Bispo
- Eduardo Agra
- Edvar Simões
- Emil Rached
- Kanela (técnico)
- Lauro Soares
- Leandro Barbosa
- Jatyr Schall
- Julio Cerello
- Luiz Claudio Menon
- Luiz Felipe Azevedo
- Lula Ferreira (técnico)
- Marcel de Souza
- Maxi Stanic
- Moacyr Daiuto (técnico)
- Mosquito
- Oscar Paolillo
- Oscar Schmidt
- Paulinho Villas Boas
- Peninha
- Pipoka
- Renato Paolillo
- Rosa Branca
- Ubiratan
- Victor Mirshawka
- Wlamir Marques (técnico)
- Zé Olaio
- Zé Geraldo

### Membros no Hall da Fama do Memorial Naismith
| Palmeiras - Hall da Fama do Memorial Naismith | Palmeiras - Hall da Fama do Memorial Naismith | Palmeiras - Hall da Fama do Memorial Naismith | Palmeiras - Hall da Fama do Memorial Naismith |
| Jogadores                                     | Jogadores                                     | Jogadores                                     | Jogadores                                     |
| Número                                        | Nome                                          | Posição                                       | Período                                       |
| --------------------------------------------- | --------------------------------------------- | --------------------------------------------- | --------------------------------------------- |
| 6                                             | Ubiratan                                      | Pivô                                          | 1975-1978                                     |
| 14                                            | Oscar Schmidt                                 | Ala                                           | 1974-1978                                     |

### Membros no Hall da Fama da FIBA
| Palmeiras - Hall da Fama da FIBA | Palmeiras - Hall da Fama da FIBA | Palmeiras - Hall da Fama da FIBA | Palmeiras - Hall da Fama da FIBA |
| Jogadores                        | Jogadores                        | Jogadores                        | Jogadores                        |
| Número                           | Nome                             | Posição                          | Período                          |
| -------------------------------- | -------------------------------- | -------------------------------- | -------------------------------- |
| 6                                | Ubiratan                         | Pivô                             | 1975-1978                        |
| 14                               | Oscar Schmidt                    | Ala                              | 1974-1978                        |
| Técnicos                         |                                  |                                  |                                  |
| Número                           | Nome                             | Posição                          | Período                          |
| –                                | Kanela                           | Técnico                          | 1971-1972                        |

## Basquete feminino

### História
O basquete feminino foi introduzido no clube na década de 30. O Palmeiras foi quatro vezes vice-campeão do Campeonato Paulistano (Campeonato da Capital), em 1935, 1960, 1961 e 1962. A nível estadual, ficou com o segundo lugar no Campeonato Paulista de 1961.